# Эккинг, Жерар
Жера́р Экки́нг (фр. Gérard Hekking; 12 августа 1879, Нанси — 5 июня 1942, Париж) — французский виолончелист лотарингского происхождения. Сын виолончелиста Шарля Эккинга, двоюродный брат Андре и Антона Эккингов.
Окончил Парижскую консерваторию, ученик Анри Рабо и Жюля Дельсара.
В 1903—1914 гг. — первая виолончель оркестра Концертгебау и преподаватель Амстердамской консерватории. Затем жил и работал в Париже. В 1920 г. был первым исполнителем посвящённой ему виолончельной сонаты Поля Паре (вместе с автором), в 1922 г. — фортепианного трио Габриэля Пьерне (вместе с автором и Джордже Энеску). Вместе с Альфредом Корто впервые исполнил обе виолончельные сонаты Габриэля Форе (1917 и 1922). С 1927 г. — профессор Парижской консерватории; его учениками, в частности, были Поль Тортелье и Морис Жандрон. Автор небольших пьес для виолончели.